# Statua di Millicent Fawcett
La statua di Millicent Fawcett sita in Parliament Square a Londra commemora la suffragetta britannica Millicent Fawcett. È stata realizzata nel 2018 da Gillian Wearing a seguito di una campagna e di una petizione dell'attivista Caroline Criado Perez. La sua installazione è stata approvata sia dal primo ministro del Regno Unito Theresa May, sia dal sindaco di Londra Sadiq Khan. Primo monumento dedicato a una donna in Parliament Square, l'opera è stata finanziata attraverso il Centenary Fund del governo e commemora il 100º anniversario del suffragio femminile nel Regno Unito. La sua inaugurazione si è tenuta il 24 aprile 2018.

## Descrizione
La statua in bronzo ritrae Millicent all'età di 50 anni, quando divenne presidente della National Union of Women's Suffrage Societies (NUWSS). La figura tiene uno striscione con la scritta Courage calls to courage everywhere ("Il coraggio chiama al coraggio ovunque"), un estratto di un discorso che Fawcett tenne nel 1920. Il soggetto indossa un completo da passeggio, abbigliamento tipico della moda vittoriana caratterizzato da un soprabito e da un abito lungo. L'artista ha integrato il motivo e la trama del tessuto tweed nel bronzo dell'abito, nonché un gioiello di Fawcett donato dalla Fawcett Society.
Il progetto iniziale è stato modificato in seguito ai pareri dei membri del Westminster City Council, poiché ritenevano che il cartello che Fawcett aveva in mano la facesse sembrare come se stesse stendendo il bucato ad asciugare. Wearing ha modificato il suo progetto per spostare le mani di Fawcett agli angoli dello striscione, il quale è stato abbassato e appiattito.

### Elenco delle incisioni
Sul piedistallo della statua compaiono i nomi e le immagini di 59 donne e quattro uomini che hanno sostenuto il suffragio femminile. Essi sono i seguenti:
- Louisa Garrett Anderson
- Margery Corbett Ashby
- Margaret Ashton
- Minnie Baldock
- Frances Balfour
- Lydia Becker
- Rosa May Billinghurst
- Teresa Billington-Greig
- Helen Blackburn
- Ada Nield Chew
- Frances Power Cobbe
- Jessie Craigen
- Emily Wilding Davison
- Charlotte Despard
- Flora Drummond
- Elizabeth Clarke Wolstenholme Elmy
- Isabella Ford
- Henrietta Franklin
- Mary Gawthorpe
- Eva Gore-Booth
- Anna Haslam
- Claude Hinscliff
- Laurence Housman
- Edith How-Martyn
- Elsie Inglis
- Annie Kenney
- George Lansbury
- Minnie Lansbury
- Mary Lowndes
- Mary Macarthur
- Margaret Mackworth
- Chrystal Macmillan
- Catherine Marshall
- Eva McLaren
- Priscilla Bright McLaren
- Dora Montefiore
- Edith Mansell Moullin
- Catherine Osler
- Maud Palmer
- Adela Pankhurst
- Christabel Pankhurst
- Emmeline Pankhurst
- Sylvia Pankhurst
- Emmeline Pethick-Lawrence
- Frederick Pethick-Lawrence
- Agnes Pochin
- Eleanor Rathbone
- Sarah Reddish
- Annot Robinson
- Esther Roper
- Lolita Roy
- Agnes Maude Royden
- Julia Scurr
- Hanna Sheehy-Skeffington
- Sophia Duleep Singh
- Nessie Stewart-Brown
- Ray Strachey
- Helena Swanwick
- Ellen Wilkinson

## Le origini

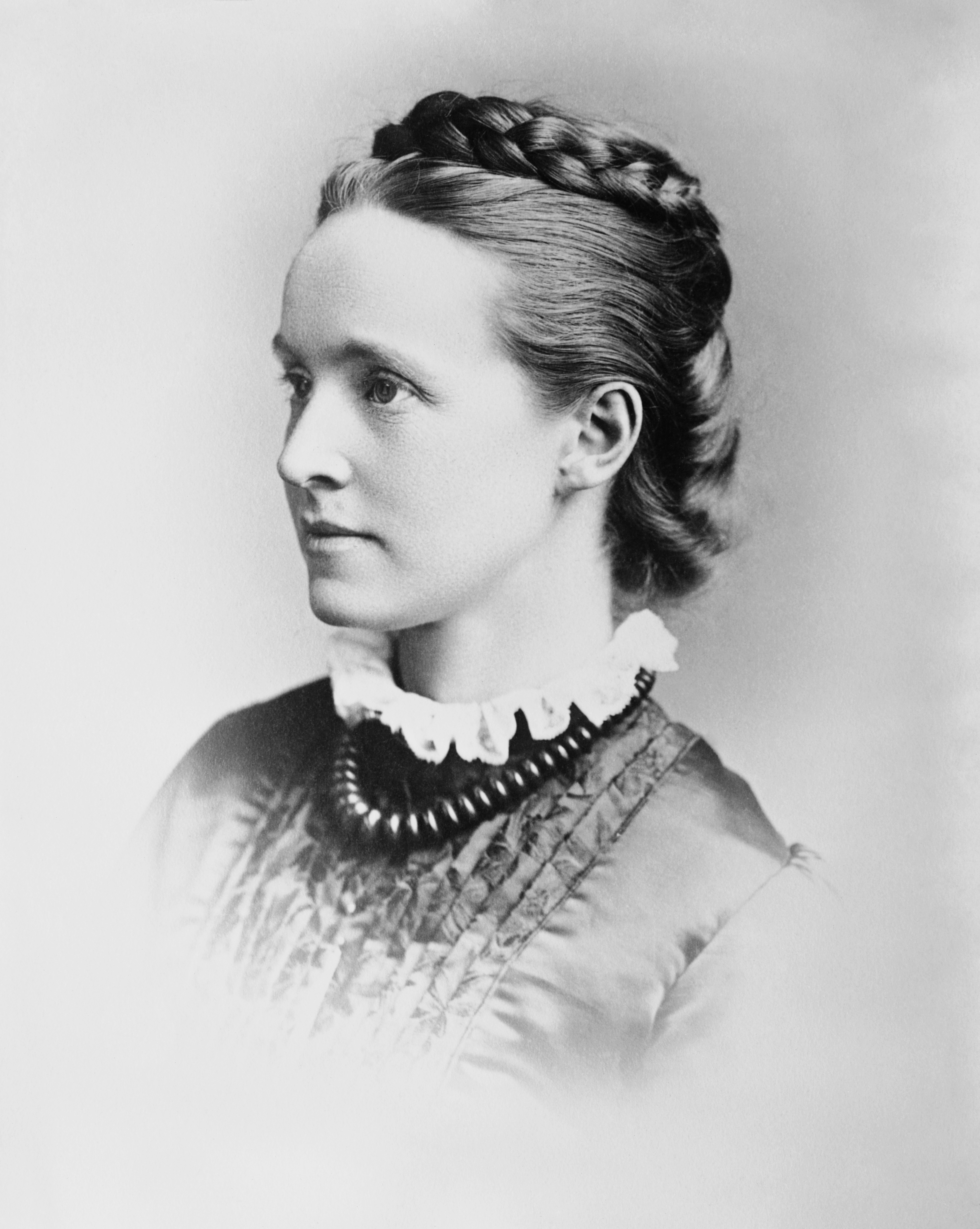
Millicent Fawcett

Nel 2016, in occasione della giornata internazionale della donna, l'attivista femminista e giornalista Caroline Criado Perez intraprese una campagna per installare una statua di una donna in Parliament Square, dopo aver notato mentre faceva jogging quel giorno che tutte le statue esistenti sulla piazza erano di uomini.
La campagna richiedeva che nella piazza fosse collocata una statua di una suffragetta in tempo per il centenario del Representation of the People Act 1918. A seguito di alcune ricerche, Criado Perez scoprì che solo il 2,7% delle statue nel Regno Unito rappresentavano singole donne che non fossero membri della famiglia reale britannica. Il 10 maggio 2016 venne quindi scritta una lettera aperta firmata da 42 donne di spicco che si rivolgevano al sindaco di Londra Sadiq Khan chiedendo una statua di una suffragetta in Parliament Square entro febbraio 2018. Khan accettò rapidamente la proposta dichiarando che le autorità avrebbero cercato un sito adatto per la statua.
Una petizione online di 74.000 firme venne presentata in parlamento il 7 giugno in occasione di un evento ospitato dalla Fawcett Society. Allo stesso tempo Criado Perez dichiarò di aver sostenuto Millicent Fawcett come soggetto della statua aggiungendo che "è scioccante che non ne abbia già una sua, e Parliament Square è il posto più ovvio per lei. Non dietro l'angolo, o lungo la strada. Niente di meno che Parliament Square."
Il 2 aprile 2017 venne annunciata l'installazione della statua di Fawcett in Parliament Square. Il primo ministro Theresa May dichiarò dopo l'annuncio: "L'esempio che Millicent Fawcett ha dato durante la lotta per l'uguaglianza continua a ispirare la battaglia contro le brucianti ingiustizie di oggi. È giusto e doveroso che sia onorata in Parliament Square accanto agli ex leader che hanno cambiato il nostro Paese." La Suffrage Statue Commission selezionò l'ex vincitrice del Turner Prize Gillian Wearing per la creazione dell'opera finanziata dal Government's Centenary Fund.
La statua fu parte della serie delle commissioni artistiche 14-18 NOW che commemorava il centenario della prima guerra mondiale.

### Campagne rivali

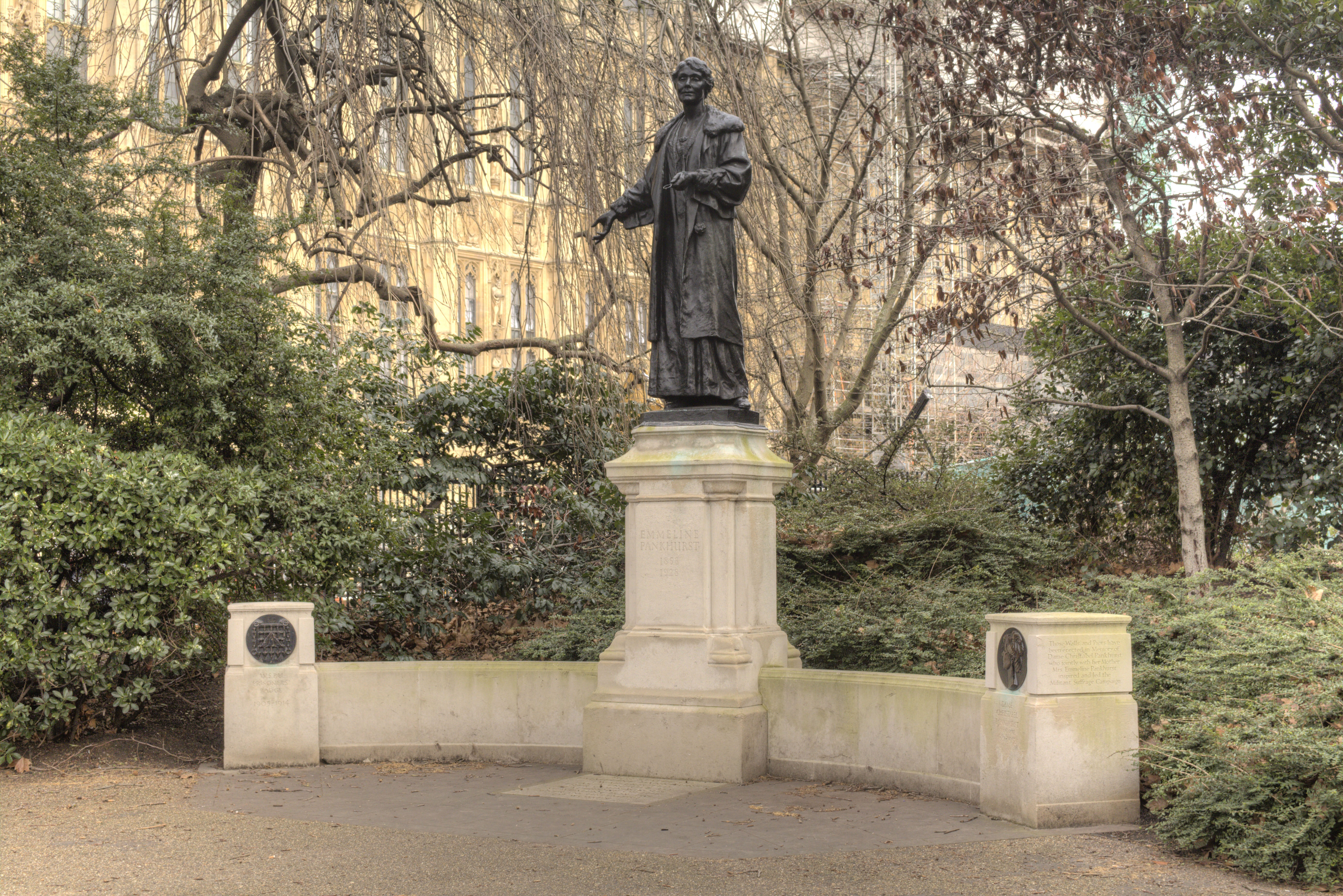
Il memoriale di Emmeline e Christabel Pankhurst nei Victoria Tower Gardens nel 2015

Nel 2014 venne intrapresa una campagna rivale che sostenne l'installazione di una statua di Emmeline Pankhurst in Parliament Square. Essa fu sostenuta dall'ex primo ministro David Cameron, dall'ex deputato Neil Thorne, dalla leader della Camera dei comuni Andrea Leadsom e dalla prima presidente donna della Camera dei comuni Betty Boothroyd. Inizialmente venne proposto di spostare in Parliament Square una statua già esistente di Pankhurst, l'Emmeline e Christabel Pankhurst Memorial che si trova nei Victoria Tower Gardens accanto al Palazzo di Westminster, tuttavia l'iniziativa venne abbandonata poiché la statua venne ritenuta troppo piccola. I sostenitori di questa campagna commissionarono alla scultrice Angela Conner la realizzazione di una statua di Pankhurst alta 3,7 m. Si discusse inoltre dell'installazione di due statue raffiguranti sia Fawcett che Pankhurst.
Gli attivisti di ambo le parti si incontrarono, ma appena dopo che Thorne ottenne l'accordo iniziale del Westminster City Council i sostenitori della statua di Fawcett si ritirarono dall'accordo. Criado Perez affermò di "non essere disposta a scendere a compromessi sul punto centrale della campagna, che era avere una statua per una nuova donna e avere una parte anteriore e centrale". Il Westminster City Council si espresse a favore della statua di Fawcett, affermando comunque che una futura statua di Pankhurst nella piazza non sarebbe stata rinviata, ma che il memoriale già presente nei Victoria Tower Gardens avrebbe dovuto essere spostato altrove.
Thorne affermò che la statua di Pankhurst destinata a Parliament Square sarebbe stata invece collocata momentaneamente nel Brompton Cemetery, luogo della sua sepoltura. Oltre alla discussione sulla statua delle suffragette era in corso un'ulteriore campagna per far erigere una statua dell'ex primo ministro Margaret Thatcher nella medesima piazza. Il Consiglio respinse la proposta in quanto non soddisfaceva la regola dei 10 anni (devono trascorrere almeno 10 anni dalla morte del soggetto) e perché la famiglia Thatcher si era opposta al progetto.

## Inaugurazione

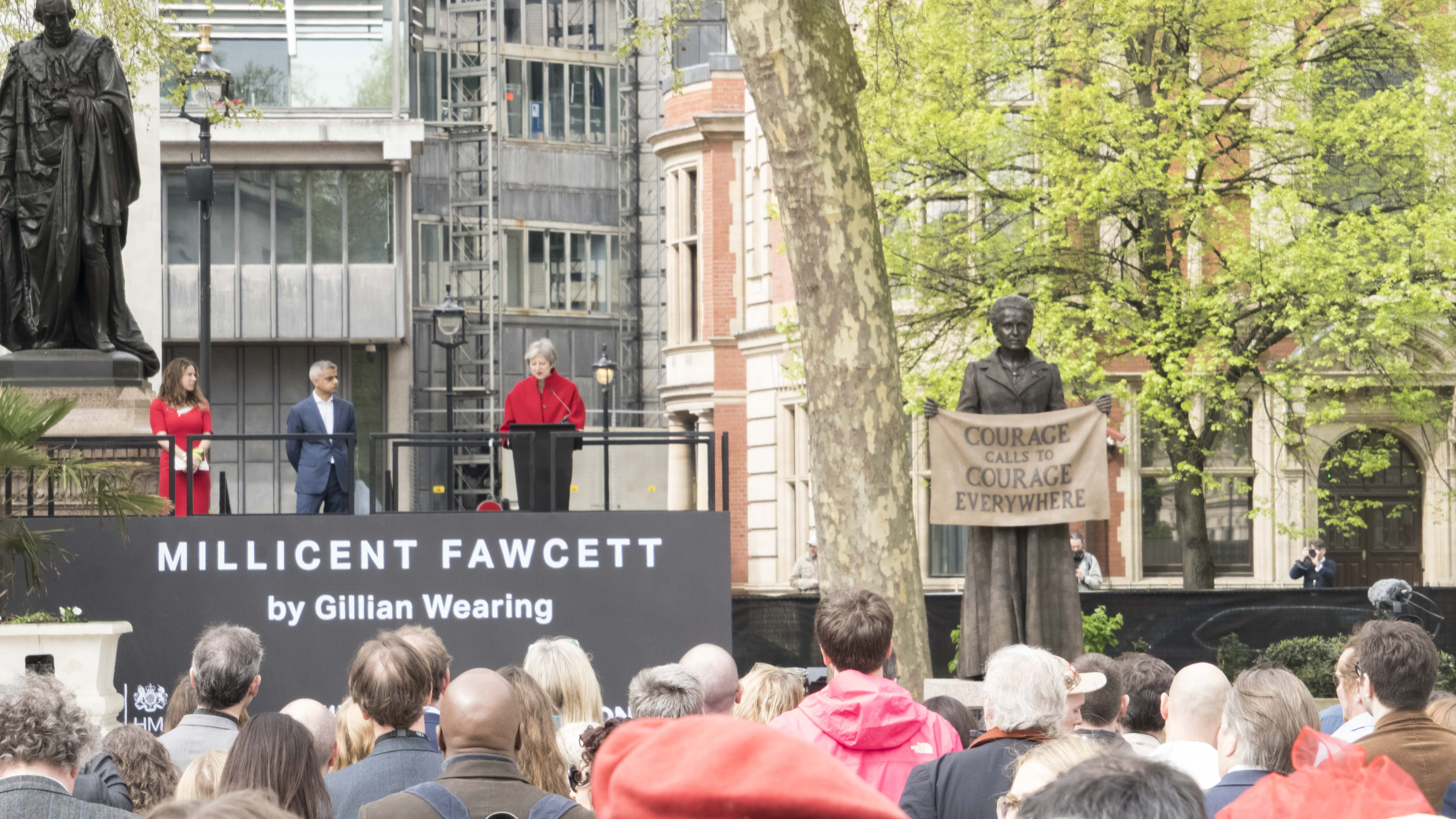
Theresa May parla all'inaugurazione della statua

Il 24 aprile 2018 la statua è stata inaugurata in una cerimonia che ha visto partecipare il primo ministro, il sindaco di Londra, le scolaresche e alcuni cori.
Criado Perez ha definito l'inaugurazione della statua "un inferno di inizio" per aumentare la rappresentanza delle donne in tutta la Gran Bretagna sia nella sfera culturale che in quella politica. Opinioni simili sono state sostenute da Khan, dal leader del Partito Laburista Jeremy Corbyn e dall'ex vice leader laburista Harriet Harman, che hanno invitato a spostare temporaneamente le statue maschili della piazza per consentire che ci fossero solo statue femminili in questa posizione prominente.

## Reazioni e commenti
Il redattore artistico della BBC News Will Gompertz ha assegnato alla statua cinque stelle nella sua recensione, affermando che prima dell'inaugurazione, le uniche statue che spiccavano nella piazza erano quelle di Winston Churchill e di David Lloyd George. Ha elogiato la concezione generale del progetto e ha definito lo striscione convincente, ipotizzando che il design fosse stato influenzato dall'opera di Wearing dei primi anni '90 Signs That Say What You Want Them To Say And Not Signs That Say What Someone Else Wants You To Say in cui aveva scattato una serie di fotografie di estranei che mostrano i loro pensieri personali sui pezzi di cartoncino bianco. Nel complesso, ha ritenuto che la statua avesse un tale impatto da cambiare il contesto di Parliament Square affermando che "la statua di Fawcett fa sembrare ridicola la maggior parte delle altre, o pomposa o entrambe le cose" (tranne che per la sua immediata vicina statua di Gandhi) e che ha dato all'area un punto focale che mancava dalla fine della protesta per la pace di Brian Haw.